# 箭黏鰧
箭黏鰧（學名：Myxodagnus sagitta），為輻鰭魚綱䲁形目指鰧科黏鰧屬的一個種，被IUCN列為易危保育類動物，分布於東南太平洋加拉巴哥群島海域，深度18至46公尺，體細長，至尾部逐漸變細，頭部呈尖錐狀，下顎突出，眼不長於柄部，通常長於吻部，上唇皮瓣9個，下唇15個，管狀鼻孔，背鰭連續，起點位於頸後，臀鰭起點之上，背鰭硬棘8-10枚、背鰭軟條27-31枚、臀鰭硬棘2枚、臀鰭軟條35枚，側線連續，在第6-8背棘下方彎曲，鱗片光滑，頭腹無鱗，側線鱗片49枚，體淺棕褐色，散佈著深色小斑塊，沿著頸背和背鰭基部有不規則的縱向條紋，鰭條清晰可見，體長可達6.1公分，棲息在有沙底質海域，生活習性不明。